# IC 2280
IC 2280 је појединачна звијезда у сазвјежђу Рак која се налази на листи објеката дубоког неба у Индекс каталогу.
Деклинација објекта је + 18° 27' 1" а ректасцензија 8h 18m 38,5s.